# Barésia-sur-l'Ain
Barésia-sur-l'Ain is een gemeente in het Franse departement Jura (regio Bourgogne-Franche-Comté) en telt 98 inwoners (1999). De plaats maakt deel uit van het arrondissement Lons-le-Saunier.

## Geografie
De oppervlakte van Barésia-sur-l'Ain bedraagt 8,9 km², de bevolkingsdichtheid is 11,0 inwoners per km².

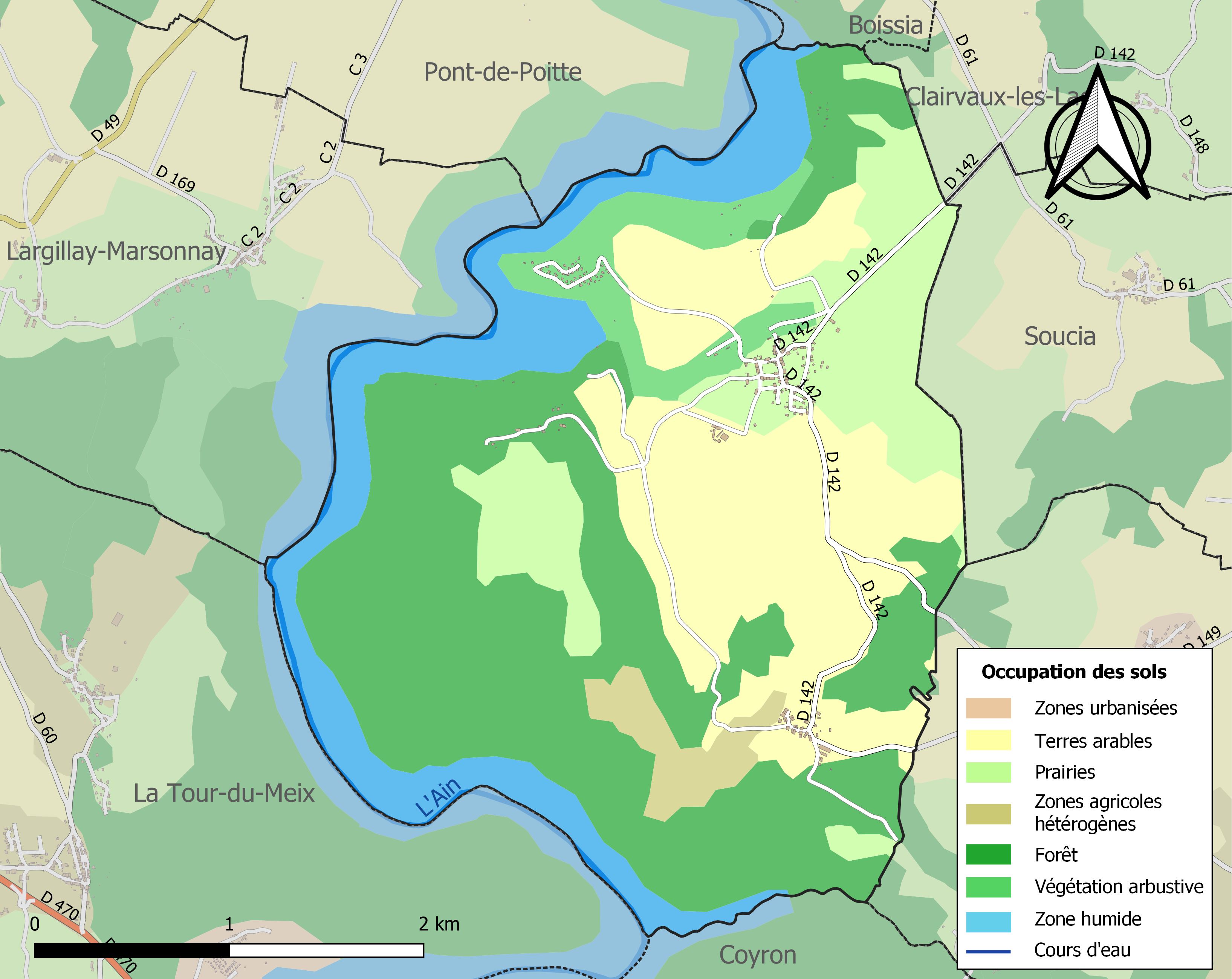
Kaart van de gemeente met de belangrijkste infrastructuur, bodemgebruik en omliggende gemeenten

## Demografie
Onderstaande figuur toont het verloop van het inwonertal (bron: INSEE-tellingen).